# Добридолски манастир
Добридолският манастир „Света Троица“ е действащ мъжки манастир в Северна България на Българската православна църква, Видинската епархия, Ломската духовна околия.

## Местоположение
Намира се на 4 километра южно от село Добри дол (Община Лом) край шосето Лом – Видин, на 22 км от Лом и на 35 км от Видин. Разположен е в дол, в който някога са били застроени с. Добри дол и манастирът, днес известен като Добридолски манастир. На около 200-300 метра на юг от манастира се намира аязмо с лечебна вода, наречено на светиите Козма и Дамян (празникът им е на 1 ноември).

## История
Манастирът е възстановен в 1610 година от Пимен Зографски. След Чипровското въстание в 1688 година манастирът отново е разрушен. Последното разрушаване на манастира става по времето на Руско-турската война през 1828 г. Цялостната история на манастира е проследена от отец иконом Йордан Н. Василев:

## Католикон
Католиконът „Света Троица“ е кръстовидна, квадратна, еднокорабна и едноапсидна църква, с купол върху осмостенен барабан. Архитектурният ѝ план напомня старинната черква на Раковишкия манастир. Църквата не е изписана, но на западната външна стена на храма има няколко релефни изображения на хора, птици и архангели, а на южната – на телец и овен, единствени по рода си в България. Иконите и иконостасът са изписани през 1860 година от майстори от Дебърската художествена школа и заради тях църквата е обявена за паметник на културата.

## Легенди
За аязмото и построяването на манастира има предание, в което се разказва следното. В старо време сляп старец си загубил кравата в горист дол. Много часове се провирал из гъсталаците и се ослушвал да я чуе къде е. По едно време до слуха му достигнал слаб ромон. Доближил до аязмо (изворче), напил се от водата му и си умил очите. И за своя радост веднага прогледнал. Старецът си помислил, че за това трябва да научат повече хора, а нуждаещите се да намерят изцеление. За това трябвало да се изгради манастир – подслон за духовни люде, които да се грижат за аязмото, подслон и за нуждаещите се от целебната му вода. Населението на околните села се обединило и построило манастир и така това място станало средище на човешката вяра и надежда.